# Oxid rheniový
Oxid rheniový (ReO3) je jedním z oxidů rhenia, to je v něm přítomno v oxidačním stavu VI. Je to jediný stabilní trioxid prvků 7. skupiny.

## Příprava a struktura
Lze jej připravit redukcí oxidu rhenistého pomocí oxidu uhelnatého při teplotě 200 °C nebo pomocí kovového rhenia při teplotě 400 °C.
Re2O7 + CO → 2 ReO3 + CO2
3 Re2O7 + Re → 7 ReO3
Každý atom rhenia je oktaedricky koordinován šesti atomy kyslíku. Oktaedry jsou propojeny svými vrcholy, čímž tvoří trojdimenzionální strukturu. Koordinační číslo kyslíku je 2.

## Vlastnosti
ReO3 má (v porovnání s jinými oxidy) velmi nízký měrný elektrický odpor. Chová se podobně jako kovy, jeho elektrický odpor klesá s teplotou. Při 300 K je měrný odpor 100 nΩ·m, po ochlazení na 100 K klesne na hodnotu 6,0 nΩ·m.
Oxid rheniový je nerozpustný ve vodě a ve zředěných kyselinách a zásadách. Zahřívání se zásadami vede k disproporcionaci na oxid rheničitý a rhenistan, reakce s kyselinami za vyšší teploty poskytuje oxid rhenistý. V koncentrované kyselině dusičné vzniká kyselina rhenistá.
Zahříváním na teplotu 400 °C ve vakuu dochází k disproporcionaci:
3 ReO3 → Re2O7 + ReO2